# Toyota Celica
Toyota Celica je název řady sportovně laděných osobních vozů firmy Toyota. Model Celica byl vyráběn v letech 1970–2006 v celkem sedmi značně odlišných generacích. Řadu let byl tento vůz k vidění v motoristickém sportu. Například Carlos Sainz s vozem Toyota Celica dvakrát získat titul mistra v Rallye. Vozidlo se vyrábělo ve variantách sedan, liftback, kupé i kabriolet.
Po celou dobu pohání tento automobil čtyřválcové motory. K asi největší koncepční změně došlo v roce 1986, kdy byl opuštěn pohon na zadní kola a zaveden pohon na přední kola. V letech 1986–1999 byla vyráběna verze s pohonem všech čtyř kol a turbodmychadlem. Vozy určené pro japonský trh měly od roku 1997 proměnlivé časování ventilů, které se stalo standardem všech vozů v roce 2000. Výroba byla v roce 2006 ukončena a Celicu v nabídce automobilky pro americký trh nahradil model Scion tC.

## Závodní vozy

### Rallyové speciály

#### Toyota Celica TCT (Twin Cam Turbo)

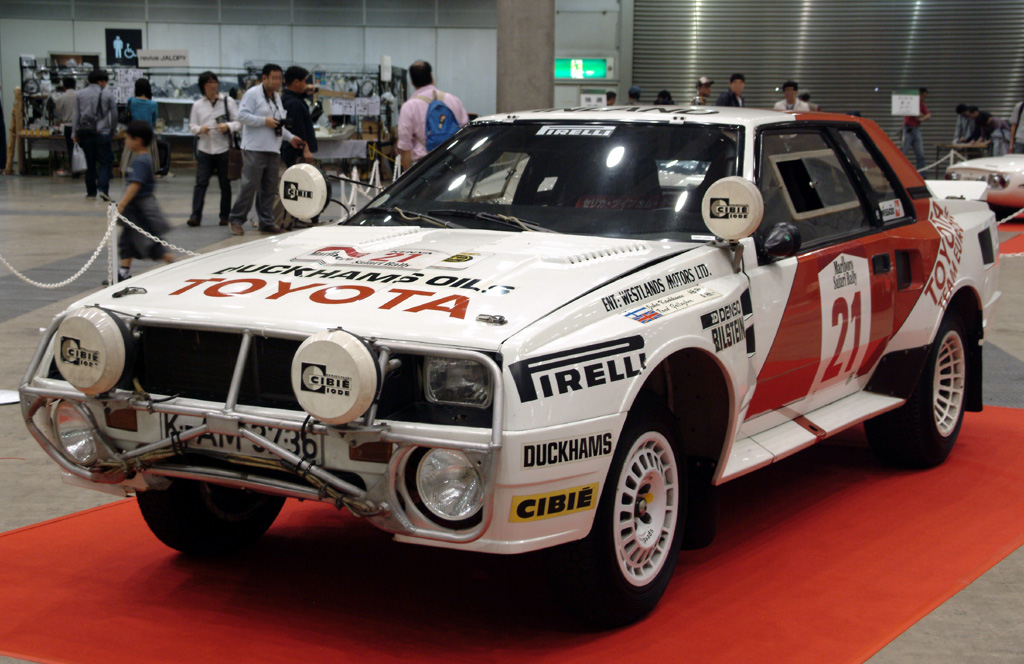
Toyota Celica TCT

Jednalo se o speciál skupiny B. Základem vozu byl sportovní typ Toyota Celica 2000 GT. První prototyp byl představen v roce 1982. Vůz byl širší, měl upravenou přední část a na kapotě přidané chladicí otvory. Prvním startem byla Finská rallye 1983. Juha Kankkunen soutěž dokončil na šestém místě. Druhou soutěží byla Rallye Pobřeží slonoviny 1983, kde Bjorn Waldegard zvítězil. Výsledek na závěrečné RAC Rally 1983 již tak dobrý nebyl. Ukázalo se, že typ Celica TCT je vhodný zejména na africké soutěže. V letech 1984 až 1986 vyhrály posádky týmu Toyota Motorsport všechny africké soutěže (3× Safari rallye a 3× Rallye Pobřeží slonoviny). V ostatních soutěžích se na výsledcích projevoval handicap pohonu zadních kol.
Vůz má samonosnou karoserii, podélně umístěný motor vpředu a pohon zadních kol. Motor je osmiventilový čtyřválec 4T-GTE o obsahu 2090 cm3 s rozvodem DOHC. Výkon je 370 koní a kroutící moment 490 Nm. Je přeplňovaný turbodmychadlem KKK 27 a vybavený mechanickým vstřikováním Denso. Pětistupňová mechanická převodovka je od firmy Hewland. Zadní náprava je poháněna přes suchou lamelovou spojku a samosvorný diferenciál Salsberry. Zadní náprava má tuhé uložení, přední je na ramenech se vzpěrami McPherson. Podvozek tvoří kapalinové tlumiče Bilstein a vinutými pružinami. Kapoty jsou z plastu a boční okna z čirého polykarbonátu. Hmotnost vozu je 1100 kg. Vůz je dlouhý 4284 mm a široký 1785 mm.

#### Toyota Celica GT-Four ST 165

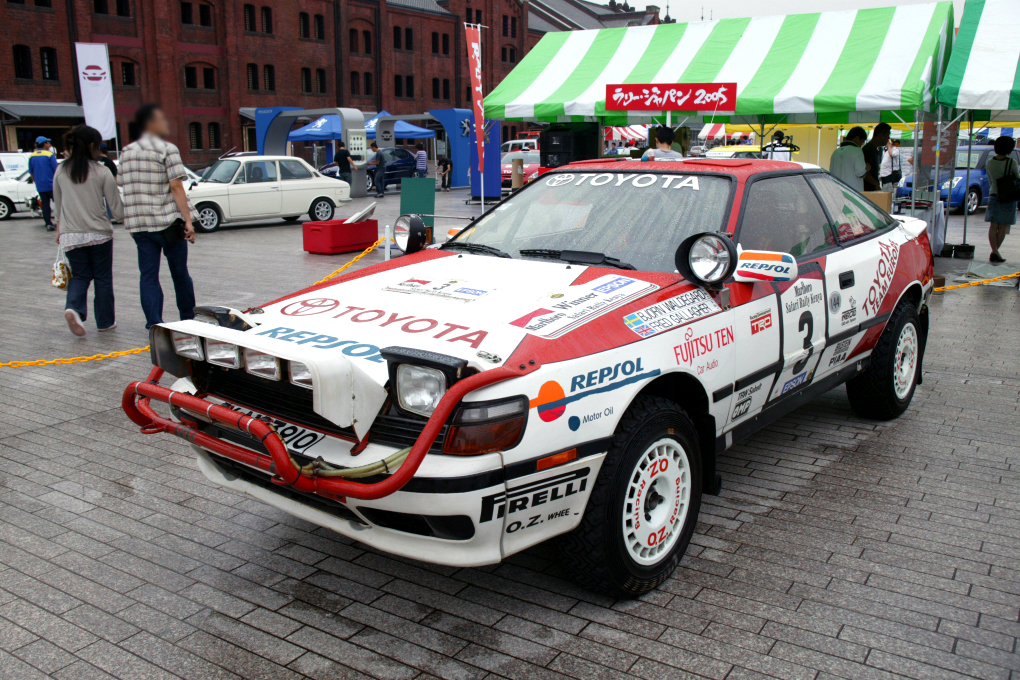
verze ST 165

Vůz Toyota Celica ST 165 byl postaven po zrušení skupiny B jako přímý konkurent pro vůz Lancia Delta HF Integrale.

#### Toyota Celica GT-Four ST 185

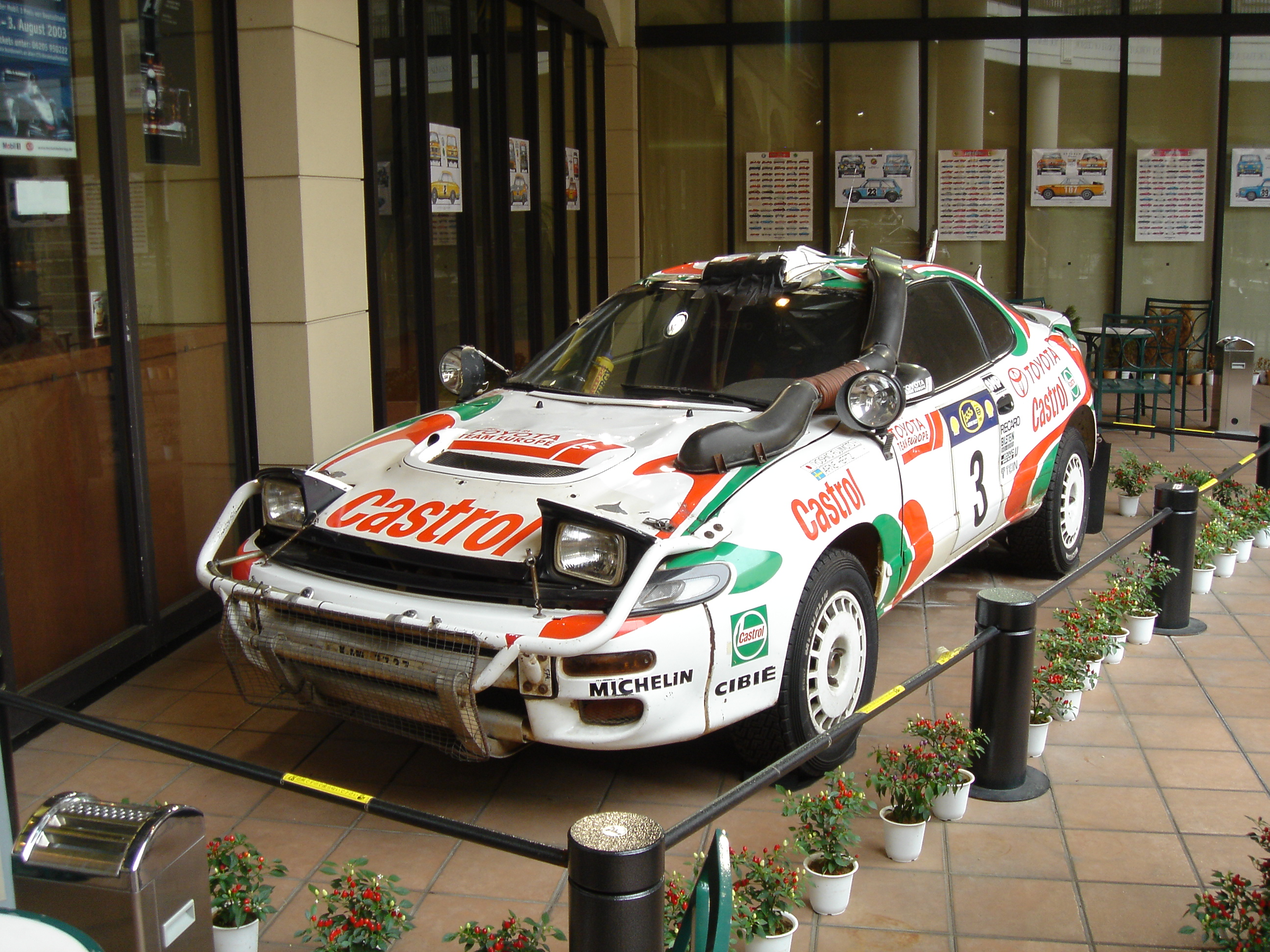
verze ST 185

Tento vůz startoval v letech 1990 až 1994 a vyhrála 16 soutěží. Ve všech třech letech vyhrála pohár konstruktérů a dvakrát i titul mezi jezdci, která získal Carlos Sainz (90 a 92) a v roce 1994 Didier Auriol (ten na několika posledních soutěžích startoval s novějším modelem).

#### Toyota Celica GT-Four ST 205

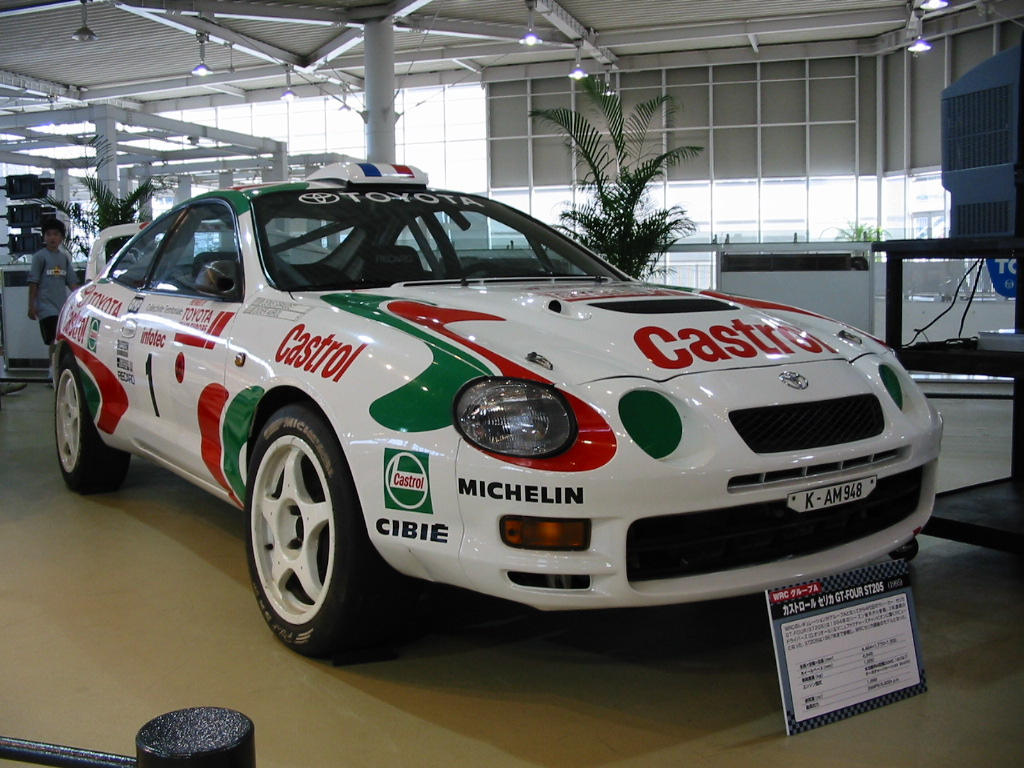
verze ST 205

Oproti předchozí verzi měla lepší aerodynamiku a nové přítlačné křídlo. Vůz měl větší rozměry, než předchůdce. Automobil měl nové vstřikování vody do motoru. Automobil měl větší kola i otvor pro chlazení motoru. Později byl automobil doplněn elektronickými diferenciály. Prvním startem byla Rallye San Remo 1994. Na konci následující sezony ale komise zjistila, že restriktor turba neodpovídá technickým předpisům. Tým Toyota Motorsport byl vyloučen z mistrovství světa v rallye 1995 a nesměl se účastnit ani mistrovství světa v rallye 1996. Vývoj Celicy byl ukončen a tým pracoval na typu Toyota Corolla WRC.
K pohonu sloužil řadový šestnáctiventilový čtyřválec uložený napříč o objemu 1998 cm3 přeplňovaný turbodmychadlem, který dosahoval výkonu 290 koní. Automobil měl pohon všech kol. Šestistupňová převodovka byla typu Xtrac.
Rozměry
- Délka - 4424 mm
- Šířka - 1770 mm
- Výška - 1300 mm
- Rozvor - 2545 mm
- Rozchod (vpředu/vzadu) - 1525/1505 mm
- Hmotnost - 1200 kg